# The Painted Bird (film)
The Painted Bird (Tsjechisch: Nabarvené Ptáče) is een Tsjechisch-Slowaaks-Oekraïense film uit 2019 van de Tsjechische regisseur Václav Marhoul, die ook verantwoordelijk was voor het scenario en de productie. De film is gebaseerd op het gelijknamige boek van de Pools-Amerikaanse schrijver Jerzy Kosinski (Nederlandse titel: De geverfde vogel) en is geheel gefilmd in zwart-wit. In tegenstelling tot het boek speelt het verhaal zich niet af in Polen, maar in een niet nader gespecificeerd Oost-Europees land. Om dit effect te versterken, wordt in de film gebruikgemaakt van de Interslavische taal.
De film ging in première op 3 september 2019 tijdens het Filmfestival van Venetië en werd genomineerd voor een Gouden Leeuw.

## Verhaal
De film verhaalt over een joodse jongen, die tijdens de Tweede Wereldoorlog door zijn ouders bij een oude vrouw wordt ondergebracht om aldus zijn overlevingskansen te vergroten. Wanneer de vrouw echter overlijdt, is de jongen plotseling geheel op zichzelf aangewezen. Tijdens zijn zwerftocht over het platteland wordt hij voortdurend in zijn bestaan bedreigd door de vijandige, bijgelovige plattelandsbevolking enerzijds en de wrede, gewelddadige Duitse en Russische militairen anderzijds.

## Rolverdeling
| Acteur                     | Personage              |
| -------------------------- | ---------------------- |
| Petr Kotlár                | de jongen              |
| Nina Sjoenevytsj           | Marta                  |
| Alla Sokolova              | Olga                   |
| Lech Dyblik                | Lech                   |
| Jitka Čvančarová           | Ludmila                |
| Udo Kier                   | Molenaar               |
| Michaela Doležalová        | Vrouw van de molenaar  |
| Zdeněk Pecha               | Knecht van de molenaar |
| Stellan Skarsgård          | Hans                   |
| Harvey Keitel              | Priester               |
| Julian Sands               | Garbos                 |
| Júlia Valentová Vidrnáková | Labina                 |
| Radim Fiala                | Kozak                  |
| Barry Pepper               | Mitka                  |
| Aleksej Kravtsjenko        | Gavrila                |
| Petr Vaněk                 | Nikodém                |